# Человек кусает собаку
«Человек кусает собаку» (фр. C’est arrivé près de chez vous; другое название — «Это случилось рядом с вами») — сатирический бельгийский чёрно-комедийный псевдодокументальный фильм. В этом фильме съёмочная группа следует за серийным убийцей, записывая его преступления и собственные гротескные комментарии для документального фильма, который они снимают. Начав как беспристрастные наблюдатели, они обнаруживают себя втянутыми во всё возрастающее хаотическое насилие.

## Сюжет
Бенуа — обаятельный и харизматичный молодой человек, в здоровых отношениях со своей матерью, играющий на фортепиано и ведущий длительные дискуссии обо всём, что приходит в голову, будь то архитектура, философия, голуби или классическая музыка. Также он — серийный убийца, зарабатывающий на жизнь грабежами.
Съёмочная группа из трёх человек присоединяется к Бенуа в его садистских приключениях, записывая их как не вмешивающийся в жизнь документальный фильм. Бенуа знакомит их со своими родителями и друзьями, попутно объясняя в подробностях тонкости своего ремесла.
После этого он посещает район с многоэтажными домами, объяснив, что более экономно нападать на старых людей, чем на молодые пары, потому что у первых больше наличных и их проще убивать. В следующей сцене, он громко кричит на старую женщину, вызывая этим у неё сердечный приступ. Пока она лежит и умирает, он буднично замечает, что этот способ позволил ему сэкономить пулю. Бенуа продолжает свои рассказы и убийства, выбирая любого, кто попадается ему на пути: женщин, детей, иммигрантов и почтальонов (его любимое занятие). Он даже убивает своего знакомого во время празднования своего собственного дня рождения, когда все едят десерт.
Члены съёмочной группы, сначала воспринимающие Бенуа отстранённо и настороженно, постепенно оказываются вовлечены в процесс, сперва как простые зрители, но со временем принимая всё более и более активное участие в убийствах. Во время съёмок погибает сначала один звукооператор, потом другой. Их смерть комментируется в кадре режиссёром как «производственный риск».
После неудачной попытки убийства почтальона Бенуа арестовывают, однако вскоре он сбегает из тюрьмы. Свою подругу Валери он обнаруживает убитой с особой жестокостью, а затем оказывается, что убита и его мать. Бенуа решает уехать из города и заходит проведать свой тайник в полуразрушенном доме. Последнее, что фиксирует камера — как невидимый мститель выстрелом убивает Бенуа, а затем от его же пуль гибнет режиссёр, пытающийся убежать звукооператор и наконец сам оператор, из рук которого выпадает камера.

## Производство
Фильм снят на черно-белую плёнку и был произведен на крайне маленький бюджет четырьмя студентами под руководством режиссёра Реми Бельво. Идея фильма родилась при обсуждении вопроса, «как снять документальный фильм, не имея денег». Фильм определен в категорию NC-17 Киноассоциацией Америки за подробное изображение насилия.
Большая часть финансирования фильма поступила из бельгийской провинции Намюр, а также от семей и друзей режиссеров, многие из которых появляются в фильме, хотя некоторые не знали о противоречивой природе его содержания.
Для выпуска за границей (исключая выпуск в Австралии), детская соска на плакате была заменена на искусственные челюсти.
Согласно написанному эссе Андре, семья Бена ничего не знала о сюжете фильма. Мать, бабушка и дедушка Бена думали, что снимают обычный документальный фильм, и понятия не имели, что эти кадры будут использованы в ленте, в котором Бен серийный убийца. Мать Бена была потрясена, увидев своего сына за решеткой, когда она пришла навестить его в тюрьме.
Коктейль Бена Petit Grégory - отсылка к делу об убийстве во Франции, в ходе которого был убит 4-летний мальчик Грегори.  Он был найден плавающим в реке со связанными руками и ногами (очень похоже на оливку в коктейле, которая привязана к кусочку сахара). Дело об убийстве было очень тщательно освещено средствами массовой информации. Как раз на этот феномен и ссылаются создатели фильма.

## Прокат
Противоречивое содержание фильма и чрезмерное насилие могло отпугнуть некоторых зрителей. В результате фильм запретили в Швеции. В 2003 году он был запрещен в Ирландии.

## Отзывы и критика
В обзоре Rotten Tomatoes фильм имеет рейтинг одобрения 72%, основанный на 18 обзорах, и средний рейтинг 7,08 / 10.
Кеннет Туран из Los Angeles Times высоко оценил фильм после его выхода, написав: «Этот фильм определяет дерзость. Уверенная, соблазнительная камера ужасов, которая женит кошмар с юмором, а затем внезапно забирает смех. Преднамеренно беспокойный, он близок к последнему слову о природе насилия, тревожный, часто с юмористическим видением того, что фильмы сделали с нашими душами... Фильм, заслуживающий лауреата Международной премии критики в Каннах...»  Кинокритик Роб Гонсалвес назвал фильм «оригинальной, суровой и (простите) работой, которая кусается гораздо сложнее, как стилистически, так и тематически, чем кажется на первый взгляд». Стивен Холден из New York Times назвал фильм «ужасно больной шуткой о фильме, который некоторым покажется смешным, а другим просто ужасающим». Холден завершил свой обзор, заявив, что фильм «увлекается своей собственной сообразительностью. Он превращает зрителей в цель для злобной шутки».

## Награды
Фильм получил четыре международные награды.
Два приза достались съёмочной группе в Каннах (1992) в номинации SACD Prize (специальный приз французского «Общества драматических авторов и композиторов», которое поддерживает фестивали, продвигающие новых авторов) и в номинации Special Prize of the Youth.
Также фильм получил приз на международном кинофестивале в Торонто (1992) в номинации Metro Media Award и на международном кинофестивале в Роттердаме (1993).